# 광부

곡괭이를 든 광부를 형상화한 그림

광부(鑛夫, 영어: miner)는 광산에서 광물을 캐는 채광(採鑛)일을 직업으로 하는 사람을 말한다. 직접 탄을 생산하는 인원에 대하여 '채탄부'(採炭夫)나 탄부(炭夫)라고 부르기도 한다.

노천 광산의 작업과 달리 땅 속에 갱도를 뚫어 작업하는 광부들의 경우 갱도가 무너지거나, 가스 폭발로 인하여 매몰될 위험에 항상 노출된다. 또한 석탄 광산의 광부들은 석탄 가루에 의한 진폐의 일종인 탄광부폐증에 노출되어있다. 

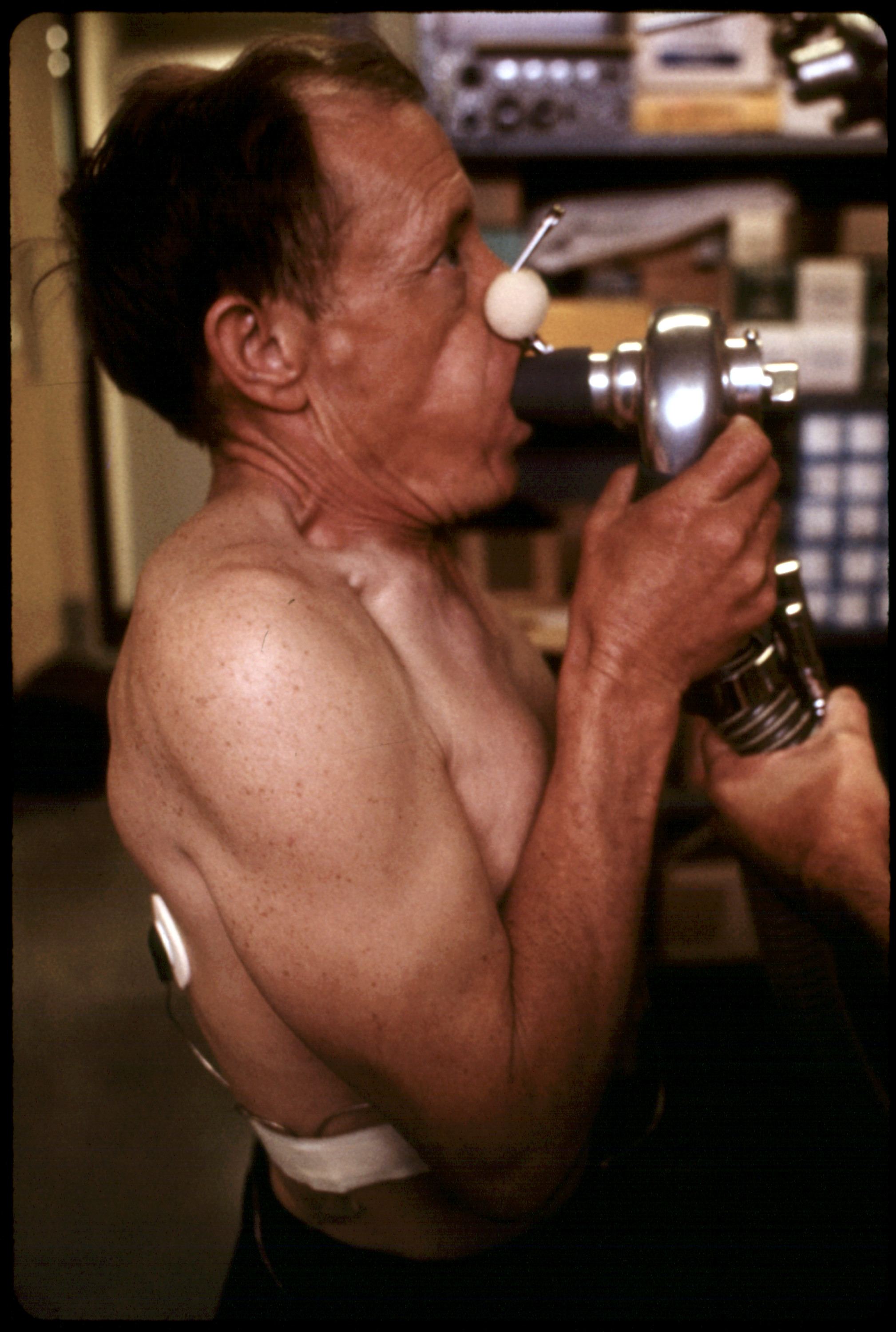
한 광부가 진폐증 검사를 받고 있다.

대한민국 근로기준법에서는 여성과 18세 미만인 사람은 갱내에서 근로할 수 없다고 규정하였다. 

강원도 탄광지대의 광원들, 1976년 7월 12일

## 같이 보기
- 존 스콧 홀데인(en)[A]
- 2010년 산호세 광산 붕괴 사고 [B]
- 함백탄광 폭발 사고